# Dick Savitt
Richard «Dick» Savitt (Bayonne, Nueva Jersey, 4 de marzo de 1927-Manhattan, Nueva York, 6 de enero de 2023) fue un tenista estadounidense conocido por conquistar el título de Wimbledon en 1951.

## Torneos de Grand Slam

### Campeón individual (2)
| Año  | Torneo                 | Oponente en la final | Resultado       |
| 1951 | Campeonato Australiano | Ken McGregor         | 6-3 2-6 6-3 6-1 |
| 1951 | Wimbledon              | Ken McGregor         | 6-4 6-4 6-4     |

### Finalista dobles (2)
| Año  | Torneo             | Pareja         | Oponentes en la final        | Resultado       |
| 1951 | Campeonato Francés | Gardnar Mulloy | Ken McGregor / Frank Sedgman | 2-6 6-2 7-9 5-7 |
| 1952 | Campeonato Francés | Gardnar Mulloy | Ken McGregor / Frank Sedgman | 3-6 4-6 4-6     |